# Heloniopsis tubiflora
Heloniopsis tubiflora là một loài thực vật có hoa trong họ Melanthiaceae. Loài này được Fuse, N.S.Lee & M.N.Tamura mô tả khoa học đầu tiên năm 2004.